# Rain of a Thousand Flames
Rain of a Thousand Flames – pierwszy minialbum włoskiej grupy power/symphonic metalowej Rhapsody. Został wydany 13 października 2001 roku. 

## Lista utworów
| Nr | Tytuł                        | Czas  |
| -- | ---------------------------- | ----- |
| 1. | "Rain of a Thousand Flames"  | 3:43  |
| 2. | "Deadly Omen"                | 1:48  |
| 3. | "Queen of the Dark Horizons" | 13:42 |
| 4. | "Tears of a Dying Angel"     | 6:22  |
| 5. | "Elnor's Magic Valley"       | 1:40  |
| 6. | "The Poem's Evil Page"       | 4:04  |
| 7. | "The Wizard's Last Rhymes"   | 10:37 |

- Utwór The Wizard's Last Rhymes zawiera fragmenty z Z nowego świata Antonína Dvořáka

## Muzycy
- Fabio Lione – wokal
- Luca Turilli – gitara elektryczna
- Alex Staropoli – keyboard
- Alex Holzwarth – perkusja
- Alessandro Lotta – gitara basowa